# Edgar Chaczatrian
Edgar Chaczatrian (orm. Էդգար Խաչատրյանը; ur. 4 marca 1996) – ormiański zapaśnik walczący w stylu klasycznym. 
Zajął osiemnaste miejsce w mistrzostwach świata w 2015. Ósmy na mistrzostwach Europy w 2016. Wojskowy wicemistrz świata z 2017. Trzeci na MŚ juniorów w 2015 i 2016. Ósmy w Pucharze Świata w 2015 roku.